# Corpo a cuore
Corpo a cuore (Corps à cœur) è un film del 1979 diretto da Paul Vecchiali.

## Trama
Pierrot, giovane meccanico della banlieue parigina, ha due passioni: le donne e la musica classica. Durante un concerto alla Sainte-Chapelle in cui ascolta il Requiem di Fauré, si innamora di una sconosciuta cinquantenne, la desidera, la corteggia. La donna, proprietaria di una farmacia, gli dice subito di no e non gli rivela neanche se si chiama Jeanne o Michèle. Pierrot, che ha sempre ottenuto dalle donne ciò che voleva, non è abituato a un rifiuto: si dispera fino al pianto, si fa prendere in giro dagli amici, lascia il lavoro e si installa davanti alla farmacia, fino a che la donna lo chiama e gli rivela di avere solo tre mesi di vita e di aver deciso di trascorrere con lui il tempo che le resta.
I due intraprendono quindi un viaggio romantico in Provenza, dove si abbandonano alla passione, ma presto Pierrot viene richiamato a Parigi per una festa fra amici, in ricordo della sua madre adottiva. Quando lui si offre di sposarla, lei gli racconta, in un tentativo di difendersi dalla pietà, di aver inventato la storia della malattia per provare a vivere un'intensa storia d'amore. Pierrot si sente ingannato e rimane ancor più sconvolto quando lei gli rivela di essersi avvelenata. Negli istanti dell'agonia finalmente gli mormora un «ti amo», ma la vecchia commessa della farmacia dice a Pierrot che «nessuno muore finché il cuore ne serba il ricordo».

## Produzione
Il regista, che in questo caso è anche sceneggiatore, dedicò questo film alla memoria di Jean Gremillon, regista del realismo francese degli anni Trenta, ai cui modelli si ispirava, pur calandoli in una struttura moderna.
Parlando di Corpo a cuore dichiarò: «È il film che sognavo di fare da bambino. I melodrammi degli anni Trenta sono davvero i film che mi hanno fatto vibrare e mi hanno dato il segreto desiderio di realizzarne uno mio. Il punto di partenza del film, la cosa più importante, è il Requiem di Fauré, che parla della comunicazione tra i vivi e i morti. Ma credo che, nonostante tutto, "Corpo a cuore" sia più vicino al populismo che al melodramma. Mi sono soprattutto sforzato di ricreare il mondo dei film di René Clair, Marcel Carné, Pierre Prévert in un'ottica contemporanea (…) L’impressione che alla fine emerge dal film, credo, è quella della felicità nel dolore, delle lacrime che fanno del bene».